# Sporten Futbolen Klub Etăr Veliko Tărnovo
Lo Sporten Futbolen Klub Etăr Veliko Tărnovo (in bulgaro Спортен Футболен Клуб Етър Велико Търново?), meglio noto come Etăr (Етър), è una società calcistica bulgara con sede nella città di Veliko Tărnovo, fondata nel 2013. Milita attualmente nella Părva liga, la massima serie del campionato bulgaro di calcio.

## Storia

### Fondazione e campionati amatoriali (2013-2016)
Il club è stato fondato come OFK Etăr Veliko Tărnovo nel 2013 con la licenza dell'FC Botev Debelec. Nella sua prima stagione ha terminato al quinto posto del Gruppo V.
Nel gennaio 2016 Bončo Genčev è diventato il nuovo allenatore della squadra, che era al terzo posto a metà stagione, a soli due punti dal primo posto. La rosa comprendeva alcuni elementi di spicco come Ljubomir Genčev proveniente dal PFK Montana nel Gruppo A, Stefan Hristov dello Spartak Pleven e il capocannoniere nella prima parte della stagione 2015-2016 del Gruppo B, Petăr Dimitrov. La squadra alla fine vinse tutte le partite, vincendo il campionato e venendo promossa nel Gruppo B.

### Professionismo (2016-oggi)
Il 9 giugno 2016 l'Etăr è stato ufficialmente ammesso nella nuova seconda divisione - Seconda Lega, con il club che ha cambiato la sua abbreviazione in "SFK Etăr". Ferario Spasov rimase come allenatore e con una buona squadra ottenne la promozione in massima serie. L'Etăr è stato promosso in massima serie come vincitore della Vtora liga, la seconda serie, aggiudicandosi poi immediatamente la vittoria del campionato all'ultima giornata, grazie ad un pareggio per 2-2 in trasferta con il Nesebăr, unito alla sconfitta in trasferta per 2-0 subita in casa dal Septemvri Sofia con l'Oborište. Il 4 gennaio 2018 Krasimir Balăkov è stato annunciato come nuovo allenatore del club con Stanislav Genčev, Ilijan Kirjakov e Kalojan Čakarov come suoi assistenti.

## Palmarès

### Competizioni nazionali
- Vtora profesionalna futbolna liga: 1

2016-2017
- Treta amat'orska futbolna liga: 1

2015-2016

## Organico

### Rosa 2019-2020
Aggiornata al 15 marzo 2020.
| N. |                       | Ruolo | Calciatore         |
| -- | --------------------- | ----- | ------------------ |
| 1  | Bulgaria (bandiera)   | P     | Hristo Ivanov      |
| 5  | Bulgaria (bandiera)   | D     | Hristofor Hubčev   |
| 7  | Bulgaria (bandiera)   | A     | Milčo Angelov      |
| 8  | Portogallo (bandiera) | C     | Pedro Lagoa        |
| 9  | Bulgaria (bandiera)   | A     | Ivan Petkov        |
| 10 | Albania (bandiera)    | A     | Florent Bojaj      |
| 11 | Bulgaria (bandiera)   | A     | Anton Ognjanov     |
| 12 | Bulgaria (bandiera)   | P     | Cvetomir Cankov    |
| 13 | Bulgaria (bandiera)   | P     | Anatoli Gospodinov |
| 14 | Bulgaria (bandiera)   | D     | Ivan Skerlev       |
| 16 | Bulgaria (bandiera)   | C     | Stelijan Dobrev    |
| 20 | Bulgaria (bandiera)   | D     | Jani Pehlivanov    |
| 22 | Bulgaria (bandiera)   | C     | Nikola Kolev       |

| N. |                     | Ruolo | Calciatore           |
| -- | ------------------- | ----- | -------------------- |
| 23 | Bulgaria (bandiera) | D     | Aleksandăr Djulgerov |
| 24 | Bulgaria (bandiera) | D     | Georgi Kupenov       |
| 29 | Bulgaria (bandiera) | A     | Tonislav Jordanov    |
| 31 | Bulgaria (bandiera) | C     | Krasimir Stanoev     |
| 44 | Bulgaria (bandiera) | D     | Božidar Kacarov      |
| 70 | Bulgaria (bandiera) | D     | Koljo Stanev         |
| 71 | Bulgaria (bandiera) | A     | Toni Ivanov          |
| 72 | Bulgaria (bandiera) | C     | Erol Dost            |
| 73 | Bulgaria (bandiera) | A     | Ivan Stojanov        |
| 77 | Slovenia (bandiera) | A     | Dino Martinović      |
| 84 | Bulgaria (bandiera) | D     | Zdravko Iliev        |
| 88 | Bulgaria (bandiera) | C     | Dimităr Bajdakov     |